# Südschwäbisches Archäologiemuseum Mindelheim

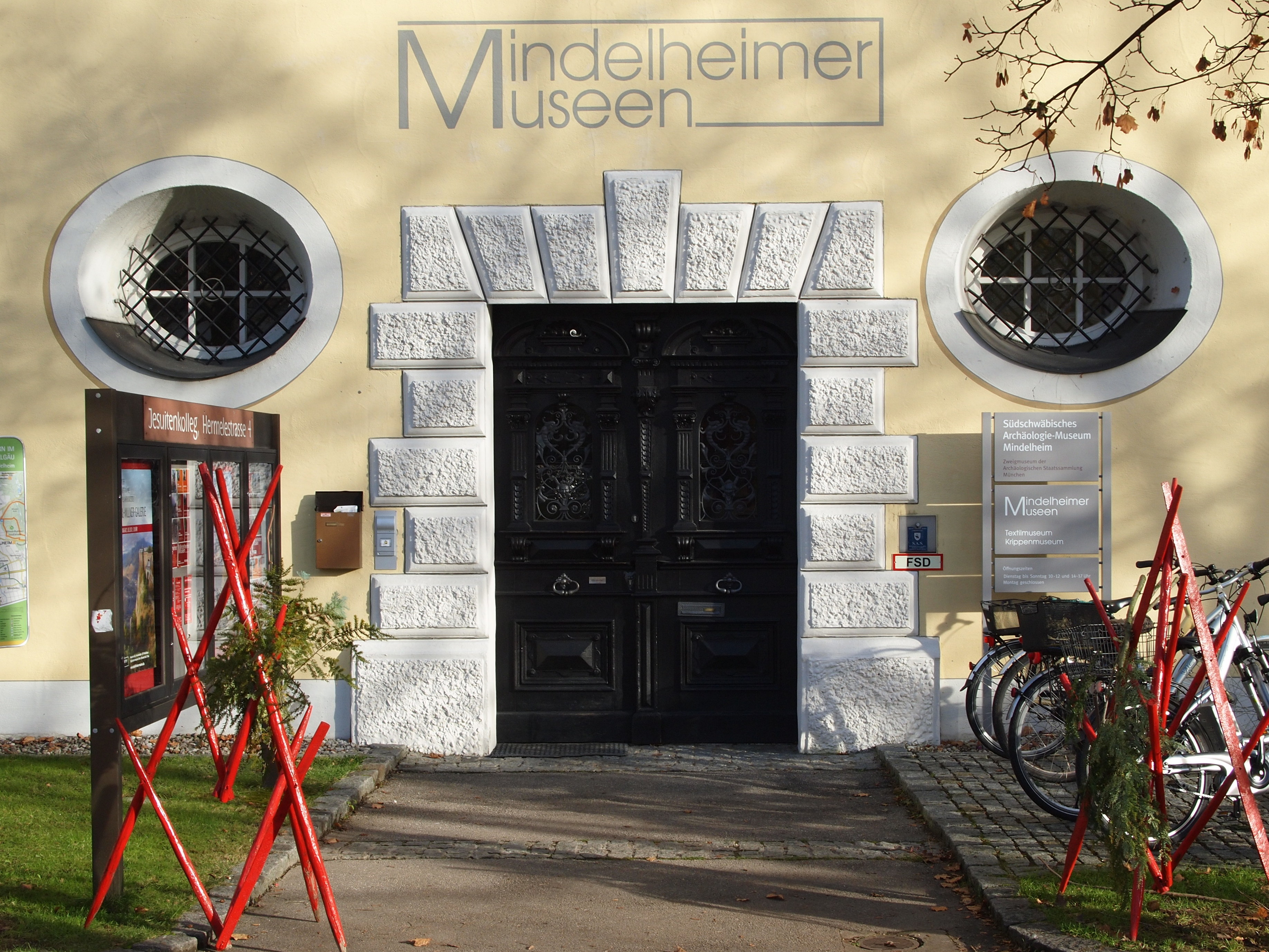
Eingangsbereich des Museums

Das Südschwäbische Archäologiemuseum Mindelheim, vormals Südschwäbisches Vorgeschichtsmuseum Mindelheim, ist ein archäologisches und kulturgeschichtliches Museum im schwäbischen Mindelheim in Bayern.
Das Museum wurde Anfang 1994 als neuntes Museum der Archäologischen Staatssammlung München im ehemaligen Jesuitenkolleg der Stadt eingerichtet. Der Schwerpunkt der Sammlung liegt auf der Besiedlungs- und Kulturgeschichte des südschwäbischen Raumes von der Eiszeit bis in das frühe Mittelalter. 
Die Darstellung erfolgt in chronologischer Gliederung anhand von archäologischen Funden aus den Landkreisen Ober-, Unter- und Ostallgäu sowie wichtigen neuen Forschungsergebnissen aus den angrenzenden oberbayerischen Landkreisen. Glanzstücke der Ausstellung sind Funde aus der prähistorischen Siedlung Pestenacker (Altheimer Kultur), der frührömischen Siedlung auf dem Auerberg und der reichen Funde aus dem alamannischen Gräberfeld von Mindelheim. 